# Rancho Mesa Verde
Rancho Mesa Verde è un census-designated place (CDP) degli Stati Uniti d'America, situato nello stato dell'Arizona, nella contea di Yuma.